# Jarales (Lorca)
Jarales es una pedanía del municipio de Lorca, en la Región de Murcia, España. Se sitúa en el Oeste del municipio, limitando con las pedanías de La Tova al Norte, Ortillo al Este, Béjar al Sur, y con Zarzalico, Humbrías y Fontanares al Oeste. Es una pedanía poco poblada, con 49 habitantes.